# 녹성
천문학에서 녹성(綠星)은 초록색으로 보이는 백색이나 청색 항성을 말한다. 실제로 초록색을 띄는 별은 존재하지 않고, 붉은색 주변의 것들이 초록색에 가까워 보이는 착시로 인해 나타나는 현상이다. 별의 색깔은 흑체 복사 스펙트럼과 거의 흡사하게 나타나는데, 흑체 복사 스펙트럼에는 녹색이 없다. 안타레스처럼 다중성계에서 밝은 별이 적색인 경우에 종종 다른 별이 녹색으로 보일 수 있다.

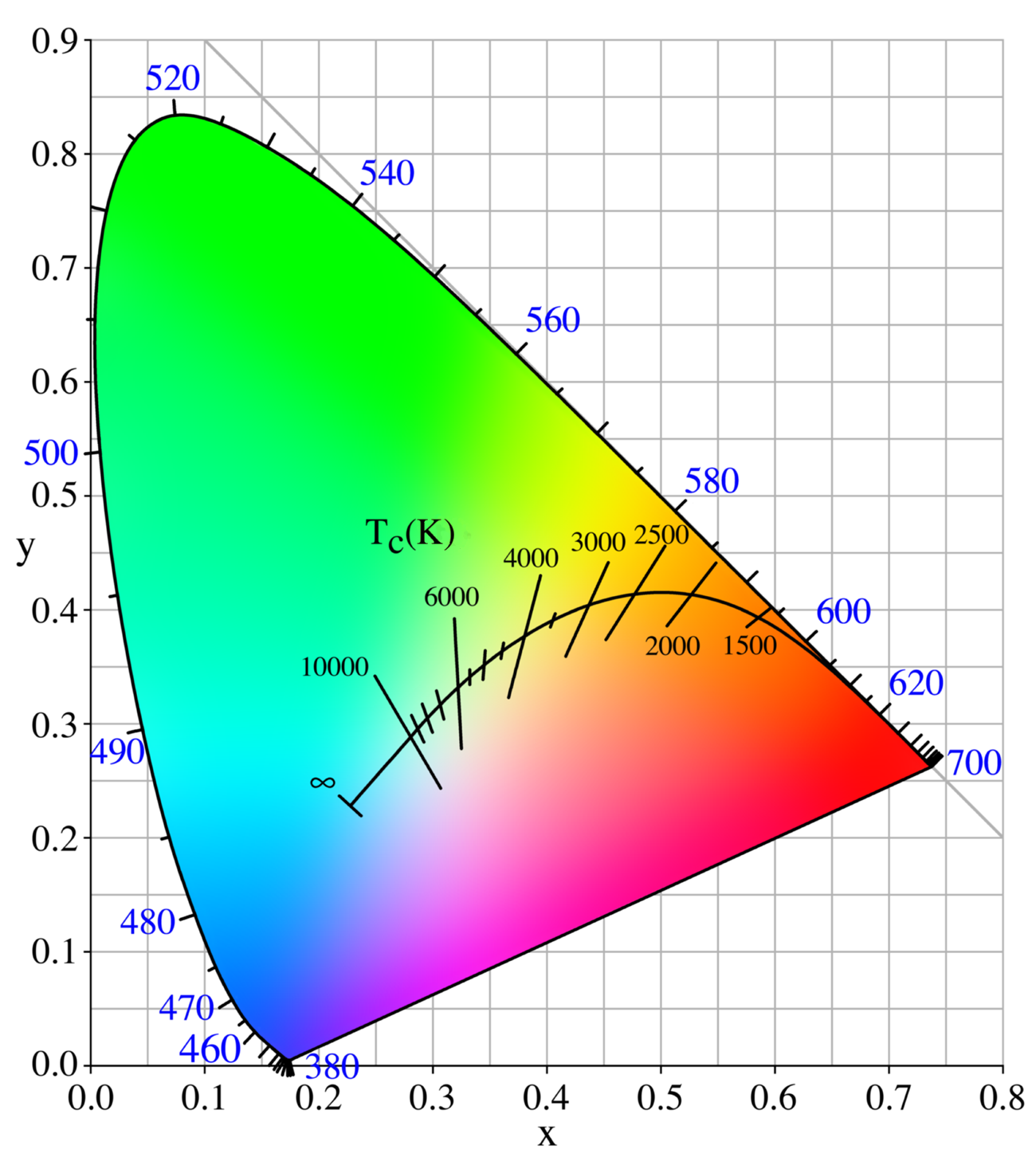
별의 색깔은 흑체 궤적(그래프의 중앙에 있는 곡선) 위에서 별의 온도에 따라(그래프에서는 켈빈 온도) 나타난다. 바깥 곡선에 있는 숫자는 색의 파장을 나노미터로 표시하였다.

## 같이 보기
- 스펙트럼 분류

## 참고 문헌
1. ↑  Fraser Cain (2009년 2월 10일). “Are there Green Stars?”. 《Universe Today – space and astronomy news》. 2017년 8월 27일에 확인함.[깨진 링크(과거 내용 찾기)]
2. ↑  제임스 케일러, '안타레스'. http://www.astro.uiuc.edu/~kaler/sow/antares.html 보관됨 2007-04-27 - 웨이백 머신 08년 4월 7일 읽음.